# Erik Weihenmayer

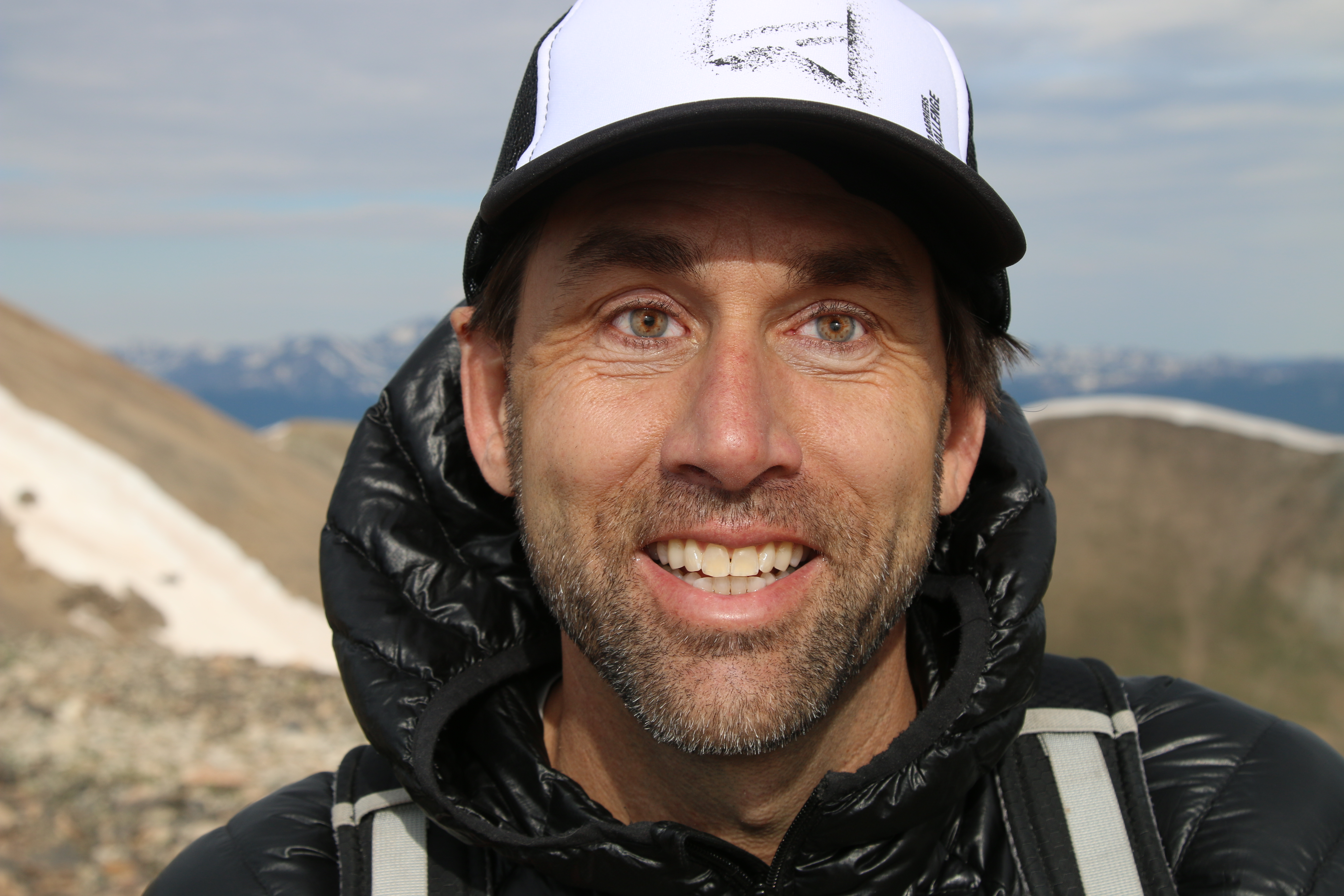
Erik Weihenmayer

Erik Weihenmayer (New Jersey, 23 september 1968) is een Amerikaans bergbeklimmer die op 25 mei 2001 als eerste blinde de top bereikte van de Mount Everest. Daarnaast is hij acrobatisch skydiver, lange afstand-wielrenner, marathonloper en skiër. In september 2002 voltooide hij de zeven toppen. Weihenmayer woont in Boulder, Colorado.
In 2004 ondernam hij samen met de Nederlander Paul Kronenberg, de eveneens blinde Duitse Sabriye Tenberken en tieners van de blindenschool in Lhasa, Tibet, de beklimming van de Mount Everest. Hierbij werden ze gevolgd door een Amerikaanse filmploeg. Vanwege slechte weersomstandigheden moesten ze deze tocht echter afbreken. Van deze klim werd door de Britse filmregisseur Lucy Walker de documentaire Blindsight gemaakt. Deze film ontving meerdere prijzen.
De Nederlandse documentairefilmer Bernd Out volgde Weihenmayer in 2006 tijdens de 'Leading the Way'-expeditie in Peru. Tijdens deze expeditie begeleidde Erik een groep blinde en slechtziende Amerikaanse tieners over het Andesgebergte van Cusco naar Machu Picchu. De documentaire, met de titel Fellowship of the Andes, werd op 28 oktober 2006 in New York vertoond in het bijzijn van de blind en slechtziende tieners.